# Jan Koster
Jan Koster (* 8. Juli 1945 in Delft) ist ein niederländischer Linguist. Er ist Professor der Linguistik an der Reichsuniversität Groningen.
Er studierte an der Universität Amsterdam, wo er, nachdem er das MIT 1976 besuchte, seinen Doktortitel 1978 erhielt. Bevor er 1986 nach Groningen wechselte, war er Dozent an der Universität Amsterdam und der Universität Utrecht sowie außerordentlicher Professor an der Universität Tilburg.
Mit Henk van Riemsdijk und Jean-Roger Vergnaud war Koster einer der Gründer von GLOW, der größten europäischen Organisation Generativer Linguisten. Er war Mitbegründer und Editor von The Linguistic Review und ist Co-Editor von Studies in Generative Grammar.
Sein Spezialgebiet ist Theoretische Syntax und die Geschichte der Linguistik. Er hat vor allem zu Theorien der Wortstellung, der Lokalität syntaktischer Prozesse und der Anaphorik beigetragen.

## Schriften
- Locality Principles in Syntax (= Studies in Generative Grammar. 5). Foris, Dordrecht 1978, ISBN 90-70176-06-8 (Zugleich: Amsterdam, Universität, Dissertation, 1978).
- Domains and Dynasties. The Radical Autonomy of Syntax (= Studies in Generative Grammar. 30). Foris, Dordrecht u. a. 1987, ISBN 90-6765-269-5.
- als Herausgeber mit Eric Reuland: Long-Distance Anaphora. Cambridge University Press, Cambridge u. a.  1991, ISBN 0-521-39111-3.

| Personendaten    | Personendaten             |
| ---------------- | ------------------------- |
| NAME             | Koster, Jan               |
| KURZBESCHREIBUNG | niederländischer Linguist |
| GEBURTSDATUM     | 8. Juli 1945              |
| GEBURTSORT       | Delft                     |